# Ruses, Rhymes and Roughnecks
Ruses, Rhymes and Roughnecks  è un cortometraggio muto del 1915 diretto da Hal Roach e interpretato da Harold Lloyd.

## Produzione
Il film fu prodotto da Hal Roach per la Rolin Films (come Phunphilms). Venne girato dal 28 giugno al 3 luglio 1915.

## Distribuzione
Distribuito dalla Pathé Exchange, il film - un cortometraggio in una bobina - uscì nelle sale cinematografiche USA il 15 dicembre 1915.